# Dixiecrat

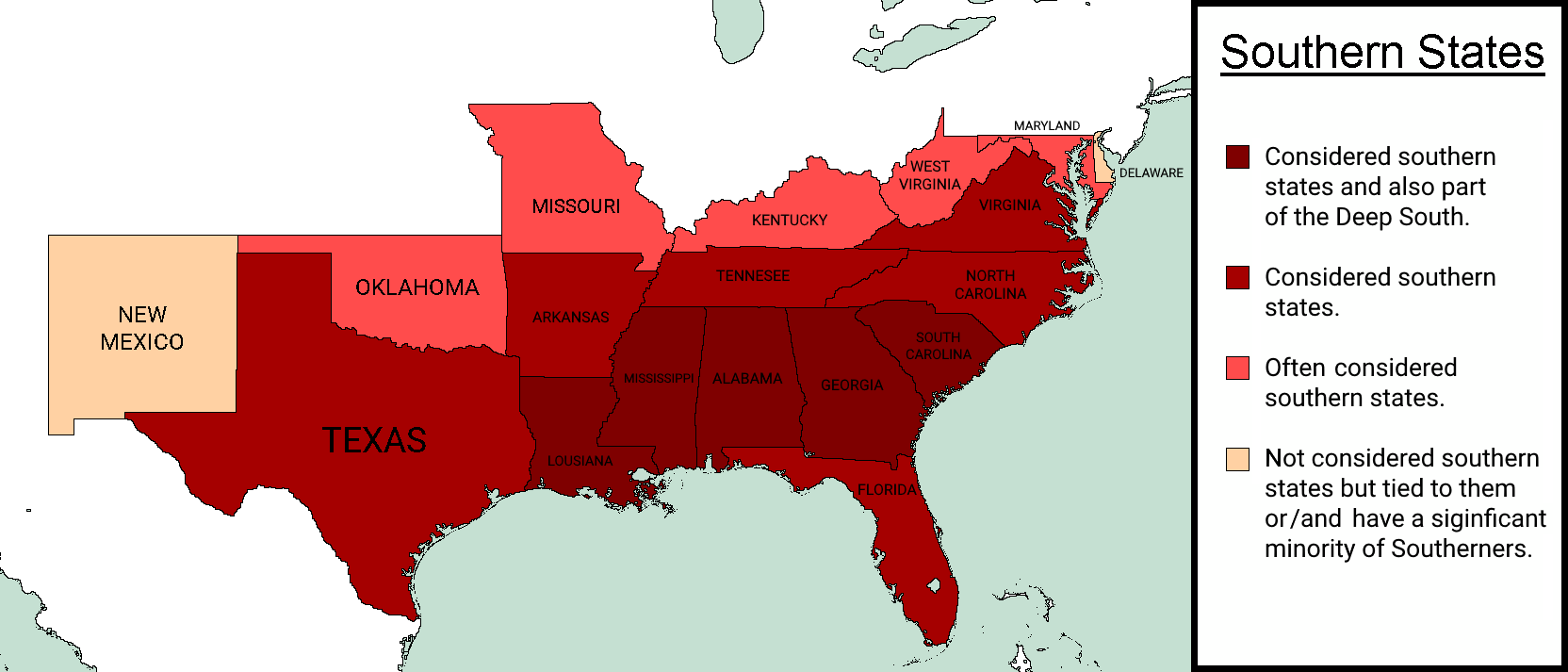
Mapa południowych stanów USA (Dixie)

Terminem Dixiecrat (oficjalna nazwa: Demokraci Praw Stanowych, zaś słowo Dixie jest potoczną nazwą południa kraju) określano tę frakcję amerykańskiej Partii Demokratycznej, która sprzeciwiała się rozszerzeniu praw obywatelskich dla ludności kolorowej, dyskryminowanej właśnie w tej części Stanów. Potem niektórzy z nich związali się z Partią Republikańską, która z racji swego konserwatywnego programu bardziej im odpowiadała, niż coraz bardziej liberalni demokraci.

## Historia
Podczas wyborów prezydenckich w roku 1948 politycy reprezentujący tę właśnie opcję zorganizowali formalnie na ich potrzeby trzecią partię (ang. Third Party) Demokraci Praw Stanowych, która sprzeciwiła się ponownemu wyborowi urzędującego prezydenta Harry’ego S. Trumana.
Pretekstem do tej rebelii było rozporządzenie wykonawcze Trumana, na mocy którego wprowadzono pełną równość rasową w US Army, oraz przemówienie, jakie na konwencji demokratów wygłosił ówczesny burmistrz Minneapolis Hubert Humphrey, który postulował pełne zniesienie segregacji rasowej. W tej sytuacji 35 delegatów z Alabamy i Missisipi zebrało się na własnej konwencji w Birmingham właśnie w Alabamie i mianowało własnych kandydatów. Zostali nimi ówczesny gubernator Karoliny Południowej Strom Thurmond, a partnerował mu, jako kandydat na stanowisko wiceprezydenta gubernator Fielding L. Wright z Missisipi. Jak na ironię przeciwko Trumanowi kandydował też były wiceprezydent Henry Wallace, który reprezentował skrajne, najbardziej liberalne skrzydło partii.
Co prawda Thurmond (który w trakcie kampanii powiedział m.in.: armia nie będzie miała tylu żołnierzy, by wprowadzić Murzynów do naszych domów, kościołów, kin, teatrów i basenów) i Wright nie mieli najmniejszych szans na zwycięstwo, które odniósł, wbrew wszelkim przewidywaniom, Truman, ale zebrali łącznie 1 175 930 głosów (2,4%), co dało im 39 miejsc w Kolegium Elektorów Stanów Zjednoczonych (ze stanów: Alabama, Luizjana, Missisipi i Karolina Południowa, oraz jednego zbuntowanego z Tennessee). Trzeba tu nadmienić, że ani Thurmond, ani inni prominentni działacze Dixiecratów formalnie nie przestali być członkami Partii Demokratycznej. Thurmond został zresztą potem z jej ramienia senatorem.
Dixiecraci nie istnieli potem jako formalna siła polityczna, ale dalej liczyli się, jako nieformalna, monopolizując dalej władzę w regionie. Potem niektórzy z nich, jak Thurmond czy Jesse Helms z Karoliny Północnej, zmienili przynależność partyjną na republikanów, przyczyniając się do zdominowania przez nich Głębokiego Południa (Deep South).
Dixiecraci pomogli też kandydatowi republikanów, Barry’emu Goldwaterowi, zdobyć podczas wyborów w roku 1964 pięć stanów Głębokiego Południa, mimo że w całej reszcie kraju miażdżącą przewagę uzyskał Lyndon B. Johnson, któremu dixiecraci mieli za złe popisanie ustawy ostatecznie likwidującą segregację rasową w całym kraju (co znamienne, kandydatem Johnsona na wiceprezydenta był właśnie Humphrey).
Podczas wyborów w 1968 były gubernator Alabamy i zdecydowany zwolennik segregacji kandydował z ramienia tzw. Amerykańskiej Partii Niezależnych i zdobył 9 901 118 głosów (13,5%) i 46 elektorskich (z Alabamy, Arkansas, Georgii, Luizjany i Missisipi, oraz jeden z Karoliny Północnej).
W latach 70. dawni dixiecraci w części zerwali z Partią Demokratyczną (choć ich najbardziej prominentni przedstawiciele, tacy jak James Eastland, John Stennis, John Sparkman, Herman Talmadge, Russell Long, Robert Byrd czy Allen Ellender pozostali w partii), a co najmniej popierali Richarda Nixona i Ronalda Reagana w przyszłych wyborach prezydenckich. Ostatnim demokratycznym prezydenckim kandydatem, który zdobył całe Głębokie Południe był Jimmy Carter w wyborach roku 1976. Billowi Clintonowi udało się potem też zdobyć jego część, ale Alowi Gore’owi (samemu z południa) w 2000, czy Johnowi Kerry’emu w 2004 już nie.

## Prominentni dixiecraci

### Senatorowie
- (D)VA Harry F. Byrd, 1933-1965
- (D)VA A. Willis Robertson, 1946-1966
- (D)WV Robert Byrd, 1959-2010
- (D)MS John C. Stennis, 1947-1989
- (D)MS James Eastland, 1941-1941,1943-1978
- (D)LA Allen J. Ellender, 1937-1972
- (D)LA Russell B. Long, 1948-1987
- (D)NC Sam Ervin, 1954-1974
- (D)NC Everett Jordan, 1958-1973
- (R)NC Jesse Helms, 1973-2003
- (D)OK Thomas Pryor Gore, 1906-1921,1931-1937
- (D)AL J. Lister Hill, 1938-1969
- (D)AL John Sparkman, 1946-1979
- (D)FL Spessard Holland, 1946-1971
- (D)FL George Smathers, 1951-1969
- (D)SC Olin D. Johnston, 1945-1965
- (D,R)SC Strom Thurmond, 1954-1956,1956-2003
- (D)AR John McClellan, 1943-1977
- (D)GA Richard B. Russell, 1933-1971
- (D)GA Herman Talmadge, 1957-1981
- (D)TN Herbert S. Walters, 1963-1964
- (D)DE Joe Biden, 1973-2009

### Gubernatorzy
- Benjamin Travis Laney (Arkansas)
- Fielding Wright (Missisipi)
- Frank M. Dixon (Alabama)
- William H. Murray (Oklahoma)
- Mills E. Godwin (Wirginia)
- Orval E. Faubus (Arkanasa)